# كأس رابطة المحترفين الإماراتية 2017–18
كأس الخليج العربي الإماراتي 2017–18 هو موسم من كأس الخليج العربي الإماراتي. كان عدد الأندية المشاركة فيه 12، وفاز فيه نادي الوحدة الإماراتي.